# The Mask of Zorro
The Mask of Zorro (bra: A Máscara do Zorro) é um filme de longa-metragem dirigido pelo conhecido cineasta neozelandês Martin Campbell, e foi lançado em 1998. O filme foi distribuído pela TriStar Pictures e Amblin Entertainment e possui como protagonistas Antonio Banderas, Anthony Hopkins e Catherine Zeta-Jones.
Hopkins retrata no filme Don Diego de la Vega, o Zorro original. A princípio, o ator recusou o papel do "mascarado" devido a problemas nas costas. Uma operação a laser pôs fim à dor, e lhe permitiu interpretar o então papel de Zorro.
Este épico filme foi filmado no México, em Orlando e na Flórida, e foi um grande sucesso de bilheterias. O filme A Lenda do Zorro foi uma continuação do filme original, A Máscara do Zorro, e também teve como protagonistas Banderas e Zeta-Jones; porém, este longa-metragem foi considerada inferior ao primeiro.
A Máscara do Zorro foi indicado ao Oscar na categoria de melhor edição de som e melhor mixagem de som. A história é de Ted Elliott, Terry Rossio e Randall Johnson e o roteiro de John Eskow, Ted Elliott e Terry Rossio. Os produtores executivos são Steven Spielberg, Walter F. Parkes e Laurie MacDonald. John Gertz é o co-produtor.

## Sinopse
Em meados do século XIX, o ousado justiceiro mascarado conhecido como Zorro lutava pelo povo da Califórnia (que na época era propriedade do México) contra a corrupção e tirania do governador espanhol, Don Rafael Montero. Durante a véspera da Independência Mexicana (1821), Montero descobre a verdadeira identidade do mascarado (que na verdade, chama-se Diego de la Vega), prendendo-o, matando sua esposa e sequestrando sua filha bebê chamada Elena, que é levada por Montero à Espanha onde é criada como sua própria filha.
Vinte anos depois (1841), Montero retorna ao México com Elena, agora uma bela moça, mas que não se lembra do ocorrido. Ao ouvir a notícia, Diego foge da prisão a fim de vingar-se de Montero e revelar à Elena sobre sua verdadeira paternidade. É quando ele conhece Alejandro Murrieta, um ladrão disposto a vingar a morte de seu irmão, Joaquin Murrieta, que havia sido decapitado pelo cruel Capitão Harrison Love ("braço direito" de Montero). Alejandro é treinado por Diego de la Vega, surgindo novamente um herói disposto a se vingar e enfrentar os corruptos e tiranos, oculto sob a máscara do Zorro.

### Zorro despede-se
Esta é considerada, uma das cenas mais famosas e belas do filme; ainda no início do filme, Zorro (Anthony Hopkins) corta um "Z" no pescoço do tirano Don Rafael Montero e logo após chama seu cavalo, Tornado, através de um assovio e sobre ele parte. No alto de uma sacada, Zorro faz com que Tornado empine, e levanta sua espada contra o sol, formando a clássica cena.

### Elena é despida
Outra cena do filme que foi considerado famosa, foi durante o momento em que Zorro (Antonio Banderas) parte para uma "sensual luta" com Elena (Catherine Zeta-Jones). Com a lâmina de sua espada, Zorro rasga o vestido da bela moça, deixando-a despida. Seus seios são tapadas por seus cabelos, mas logo após, a moça cobre com o chapéu do mascarado. Para obter o efeito do vestido de Elena, que se rasga em pedaços pela espada de Zorro, foi adicionado um barbante ao traje. Esta cena foi considerada uma das mais eróticas da década de 1990.

## Personagens
- Rafael Montero: É retratado como um tirano governador espanhol na Califórnia, arqui-inimigo do justiceiro mascarado, Zorro. Durante muito tempo, governou o estado da Califórnia com sua tirania, crueldade e corrupção. Seu arqui-inimigo, o justiceiro mascarado conhecido como Zorro aparecia sempre para impedir os seus planos; depois de algum tempo, Montero descobre a identidade de seu inimigo, deixando-o sem esposa, levando sua filha para Espanha e prendendo-o. Vinte anos mais tarde, Montero regressa à Califórnia mas é surpreendido novamente pelo Zorro (agora, vivido por Alejandro Murrieta).
- Capitão Harrison Love É retratado como um jovem militar frio e cruel que havia matado Joaquín Murietta, irmão de Alejandro Murrieta (mais tarde, tornando-se o novo Zorro). É baseado em Harry Love, Texas Ranger, que na vida real teria caçado e matado Joaquín Murietta, considerado um bandoleiro perigoso.[5]

## Referências históricas

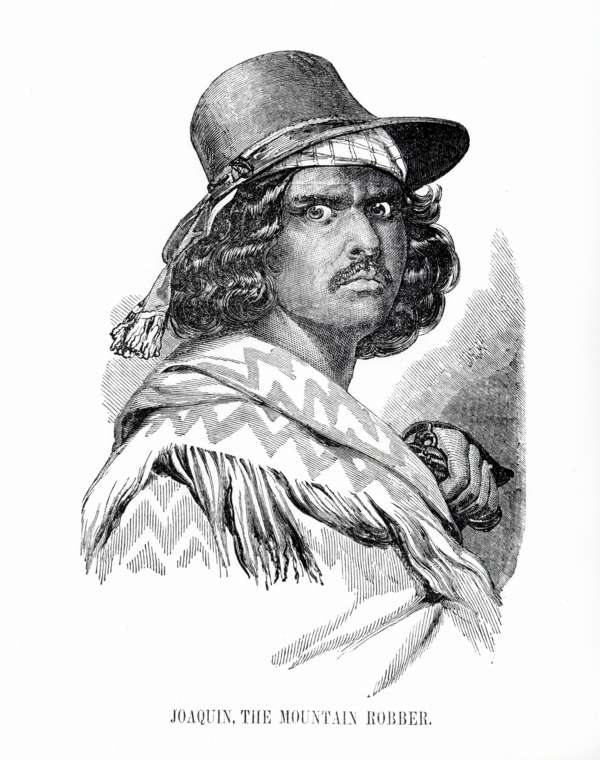
Joaquin Murrieta

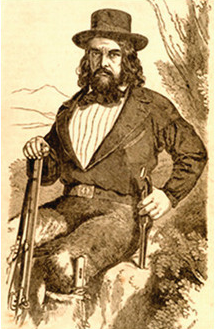
Harry Love